# Трухильо (Венесуэла)
Трухи́льо (исп. Trujillo) — город в Венесуэле. Административный центр штата Трухильо и одноимённого муниципалитета. Население города — 40 000 чел. (2001 г.) Город находится в долине Лос-Мукас. 

## История
Постоянное поселение на месте города основано в 1777 году.

## Города-побратимы
- Трухильо, Испания
- Трухильо, Гондурас
- Трухильо, Перу